# تشناره
تشناره (بالفارسية: چناره) هي مدينة تقع في إيران في كردستان. يقدر عدد سكانها بـ 433 نسمة .